# فرودگاه پینانگ کامپای
فرودگاه پینانگ کامپای (به انگلیسی: Pinang Kampai Airport) (به زبان بومی: Bandar Udara Pinang Kampai) یک فرودگاه غیرنظامی با کد یاتا DUM است که یک باند فرود آسفالت دارد و طول باند آن ۱۸۰۰ متر است. این فرودگاه در کشور اندونزی قرار دارد و در ارتفاع ۱۷ متری از سطح دریا واقع شده است.